# OlliOlli
OlliOlli est un jeu vidéo de skate-board en side-scrolling développé par le studio anglais Roll7. Il est sorti le 21 janvier 2014 en Amérique du Nord et le 22 janvier 2014 en Europe
Il est sorti le 22 janvier 2014 sur PlayStation Vita, puis a été porté sur PC (Microsoft Windows, Linux, Mac OS) le 22 juillet 2014 par General Arcade et Devolver Digital, sur PlayStation 3 et PlayStation 4 le 26 août 2014 par BlitWorks et Roll7, sur Android, le 23 décembre 2014, par BlitWorks et Devolver Digital, et enfin sur Wii U, Xbox One et Nintendo 3DS en mars 2015, par Carbon et Curve Digital.
Il a fait l'objet d'une suite, OlliOlli 2: Welcome to Olliwood, annoncée le 25 septembre 2014 pour PS4 et PS Vita et sortie le 3 mars 2015 en Amérique du Nord, puis le 4 mars 2015 en Europe. Et le 9 avril 2016, Roll7 annonce collaborer avec l'éditeur et distributeur espagnol Badland Games pour distribuer OlliOlli et OlliOlli 2 : Welcome to Olliwood dans certains magasins sous forme physique. Ce bundle nommé OlliOlli : Epic Combo Edition est sorti sur PlayStation 4.

## Système de jeu
Le joueur contrôle un skateur dans un environnement en deux dimensions. Les contrôles sont extrêmement basiques et reposent juste sur l'utilisation du bouton "X", du stick analogique gauche et des "boutons d'épaule". Le skateur se déplace vers la droite de l'écran sans que le joueur n'ait à intervenir ; celui-ci peut cependant le pousser à accélérer, le faire sauter, et lui faire effectuer des figures. Il en existe plus de 40 différentes.
Le joueur contrôle également la réception au sol. Si celle-ci est ratée, le personnage joué est dans l'incapacité de sauter pendant quelques secondes.
Le but du jeu est d'arriver à la fin de chaque niveau, et ce sans tomber. Un système de score récompense la prise de risque, la variété des figures, ainsi que les combos.
Le jeu est composé de 25 niveaux classiques, répartis en 5 mondes, et de 25 niveaux "pro". Chaque niveau possède 5 trophées à gagner et ces trophées permettent de débloquer un niveau plus compliqué.

## Développement
OlliOlli a été développé par le studio anglais Roll7 et avait été originellement pensé pour les systèmes iOS. Dans une interview pour Gamasutra, John Ribbins, le fondateur de Roll7, cite une conversation avec James Marsden, le créateur de Velocity (jeu de shoot'em up développé par ce dernier pour PS3 et PS Vita), qui a été la raison l'ayant poussé à aller proposer le jeu à Sony. Après avoir expliqué l'idée à Shahid Ahmad, le Senior Business Development Manager de Sony Computer Entertainment Europe (SCEE), Ribbins décida de penser le jeu exclusivement sur PlayStation Vita. Le passage de iOS à PS Vita fit que le studio ajouta de nombreux nouveaux éléments dans OlliOlli, comme le système d'atterrissage parfait ou bien le mode "RAD" déblocable. Le jeu devait initialement sortir en décembre 2013 mais a été repoussé à 2014 à cause d'un problème avec le système de "Daily Grind".

## Accueil

### Critique
OlliOlli a reçu un accueil favorable de la part de la presse spécialisée, avec une note agrégée de 79 % donnée par Metacritic pour la version PlayStation Vita, et des notes similaires pour les autres plates-formes (78 % pour les versions PC et Xbox One et 82 % pour la version Wii U). L'agrégateur GameRankings donne aussi une note très positive, qui va de 72,50 % (pour la version 3DS) à 83 % (pour la version Wii U). Ian Bonds, dans sa critique sur Destructoid, donne au jeu un 9,5/10 et salue "le juste milieu entre "simple à contrôler" et "assez difficile" pour vous faire jouer sans vous faire vous déchirer les cheveux". Sur Eurogamer, le critique Simon Parkin donne un 9/10 au jeu et écrit : "Élégant, sous-estimé mais avec la capacité pour le "bateau-théâtre" sauvage, OlliOlli est un classique pour Twitch.". Et Jim Sterling, critique du site The Escapist, donne au jeu un 3,5/5 en disant à son sujet : "Tandis que je jouais à ce jeu de skate en side-scrolling, j'ai été tenté de casser ma Vita contre mon genou à de multiples reprises.".
OlliOlli remporta le trophée "Game of the Month" de janvier 2014, trophée attribué par GameSpot Il fut aussi nommé pour le trophée GameSpot's 2015 PlayStation Vita Game of the Year et les 2014 National Academy of Video Game Trade Reviewers (NAVGTR) Awards récompensèrent le jeu dans la catégorie Game, Original Sports et fut nommé dans la catégorie Control Design, 2D or Limited 3D.

### Ventes
Selon Steam Spy, le jeu est possédé par 175 000 (+- 9 000) utilisateurs Steam à la date du 24 décembre 2015. Il a été joué par 89 000 (+- 6 500) d'entre eux, pendant une durée moyenne de 1h23 et une durée médiane de 0h23.